# Potassic-ferri-leakeite
La potassic-ferri-leakeite (simbolo IMA: Pflk) è un raro minerale del supergruppo dell'anfibolo, all'interno del quale viene collocato nel "gruppo degli anfiboli con W(OH,F,Cl)-dominante" e da lì al sottogruppo degli anfiboli di sodio dove occupa un posto nel "gruppo contenente la radice leakeite nel nome"; essendo un anfibolo, appartiene agli inosilicati e pertanto alla famiglia minerale dei "silicati", e possiede composizione chimica KNa2(Mg2Fe3+2Li)Si8O22(OH)2.
La potassic-ferri-leakeite è definita con:
- catione potassio dominante in posizione A
- catione magnesio bivalente Mg2+ dominante in posizione C2+
- catione ferro ferrico Fe3+ dominante in posizione C3+
- anione idrossile OH- dominante in posizione W.

## Etimologia e storia
La potassic-ferri-leakeite è stata scoperta nell'autunno del 2000 in due campioni raccolti tra i materiali di scarto della miniera di Tanohata, nella prefettura di Iwate (Giappone) e approvata dall'Associazione Mineralogica Internazionale (IMA) nel 2001 con il nome di potassicleakeite sulla base della nomenclatura degli anfiboli del 1997.
Il nome è stato cambiato in potassic-ferri-leakeite in seguito alla revisione della nomenclatura degli anfiboli del 2012 e rispecchia la sua composizione chimica; il nome-radice leakeite è in onore del petrologo scozzese Bernard Elgey Leake dell'Università di Glasgow.

## Classificazione
La classica nona edizione della sistematica dei minerali di Strunz, aggiornata dall'Associazione Mineralogica Internazionale (IMA) fino al 2009, elenca la potassic-ferri-leakeite con il nome potassicleakeite e la colloca nella classe "9. Silicati (germanati)" e da lì nella sottoclasse "9.D Inosilicati"; questa viene suddivisa più finemente in base alla struttura cristallina del minerale, in modo tale che la potassic-ferri-leakeite (potassicleakeite) possa essere trovata nella sezione "9.DE Inosilicati con catene doppie di periodo 2, Si4O11; clinoanfiboli" dove forma il sistema nº 9.DE.25.
Tale classificazione resta invariata anche nell'edizione successiva, proseguita dal database "mindat.org".
Nella Sistematica dei lapis (Lapis-Systematik) di Stefan Weiß la potassic-ferri-leakeite si trova nella classe dei "silicati" e nella sottoclasse degli "inosilicati"; qui il minerale si trova nella sezione di quelli che hanno struttura "[Si4O11] a due bande 6-; gruppo degli anfiboli; anfiboli alcalini" dove forma il sistema nº VIII/F.08.
Anche la classificazione dei minerali secondo Dana, usata principalmente nel mondo anglosassone, elenca la potassic-ferri-leakeite nella famiglia dei silicati; qui è nella classe degli "inosilicati: catene doppie non ramificate, W=2" e nella sottoclasse degli "inosilicati: catene doppie non ramificate, configurazione anfibolo W=2" dove forma il "gruppo 3, anfiboli sodico-calcici" con il numero di sistema 66.01.03b.

## Abito cristallino
La potassic-ferri-leakeite cristallizza nel sistema monoclino nel gruppo spaziale C2/m (gruppo nº 12) con i parametri di cella a = 9,922(5) Å, b = 17,987(7) Å, c = 5,286(2) Å e β = 104,07(3)°, oltre ad avere 2 unità di formula per cella unitaria.

## Origine e giacitura
La potassic-ferri-leakeite è stata trovata nella pegmatite formata principalmente da quarzo, K-feldspato e sérandite oltre a quantità minori di suzukiite, roscoelite, egirina ricca di vanadio, rame nativo, calcopirite e yarrowite. Il fatto che le vene di pegmatite contenenti il minerale taglino i minerali di manganese sottoposti a processi metamorfici termali fa presumere che si sia formata durante le ultime fasi di attività idrotermale del processo metasomatico di contatto.
La potassic-ferri-leakeite è molto rara ed è stata trovata solo nella sua località tipo, la miniera di "Tanohata" (39.91667°N 141.9°E) presso l'omonimo villaggio (in Giappone) e sul monte Kedykverpakhk nel Lovozerskij rajon (oblast' di Murmansk, Russia).

## Forma in cui si presenta in natura
La potassic-ferri-leakeite è stata scoperta sotto forma di cristalli prismatici allungati secondo l'asse {\displaystyle c} con una sezione a forma di diamante lunghi fino a 2 mm e spessi fino a 0,2 mm.
Il minerale è trasparente con lucentezza vitrea; il colore è marrone rossastro, mentre quello del suo striscio è giallo brunastro pallido.

## Proprietà ottiche
La potassic-ferri-leakeite mostra un visibile pleocroismo con colori marrone giallastro lungo {\displaystyle x}, marrone chiaro lungo {\displaystyle y} e marrone rossastro lungo {\displaystyle z}.